# Quinto Arádio Rufino Valério Próculo
Quinto Arádio Rufino Valério Próculo Populônio (em latim: Quintus Aradius Rufinus Valerius Proculus signo Populonius) foi oficial romano do século IV, ativo durante o reinado dos imperadores Constantino (r. 306–337) e Licínio (r. 308–324). Era possivelmente filho de Arádio Rufino e irmão de Lúcio Arádio Valério Próculo. Era patrono de Cividade Faustianense, Chulu, Hadrumeto, Tenas, Mididos e Zama Régia. Homem claríssimo, em 321 era presidente de Bizacena.